# Sochinsogonia longa
Sochinsogonia longa är en insektsart som beskrevs av Walker 1851. Sochinsogonia longa ingår i släktet Sochinsogonia och familjen dvärgstritar. Inga underarter finns listade i Catalogue of Life.